# Mulayam Singh Yadav
Mulayam Singh Yadav (en hindi : मुलायम सिंह यादव), né le 22 novembre 1939 à Saifai dans le district d'Etawah (Uttar Pradesh) et mort le 10 octobre 2022 à Gurgaon (Haryana), est un homme politique indien, membre et fondateur du Samajwadi Party (« Parti socialiste ») d'Uttar Pradesh.

## Biographie

### Carrière politique
Élu pour la première fois à l'Assemblée législative de l'État d'Uttar Pradesh en 1967, Mulayam Singh Yadav est réélu à sept reprises. En 1977, il devient ministre d'État. En 1980, il devient président du Lok Dal, un parti d'Uttar Pradesh associé au Janata Dal (« Parti du peuple ») au niveau national.
À trois reprises, il exerce les fonctions de ministre en chef d'Uttar Pradesh, de 1989 à 1991, de 1993 à 1996 et de 2003 à 2007. Il fonde en 1992 le Samajwadi Party (« Parti socialiste »), formation soutenue essentiellement par des basses castes et la minorité musulmane. 
Il est également ministre de la Défense du gouvernement central entre 1996 et 1998, au sein de la coalition du Front uni regroupant les partis régionaux et de gauche.
Le 10 avril 2014, Mulayam Singh Yadav explique que le parti désire supprimer la peine de mort pour les violeurs en estimant que « les garçons font des erreurs, ils ne devraient pas être pendus pour cela ».
En 2017, il abandonne la présidence du Samajwadi à son fils Akhilesh Yadav, lui-même ministre en chef d'Uttar Pradesh de 2012 à 2017.